# Nicobium
Nicobium is een geslacht van kevers uit de familie van de klopkevers (Anobiidae).

## Soorten
- Nicobium castaneum (Olivier, 1790)
- Nicobium schneideri Reitter in Schneider & Leder, 1878
- Nicobium tormentosum (White, 1974)
- Nicobium villosum Brullé, 1838